# Jewboy
Jewboy est un film australien réalisé par Tony Krawitz, avec l'actrice Saskia Burmeister.